# Goumoens-le-Jux

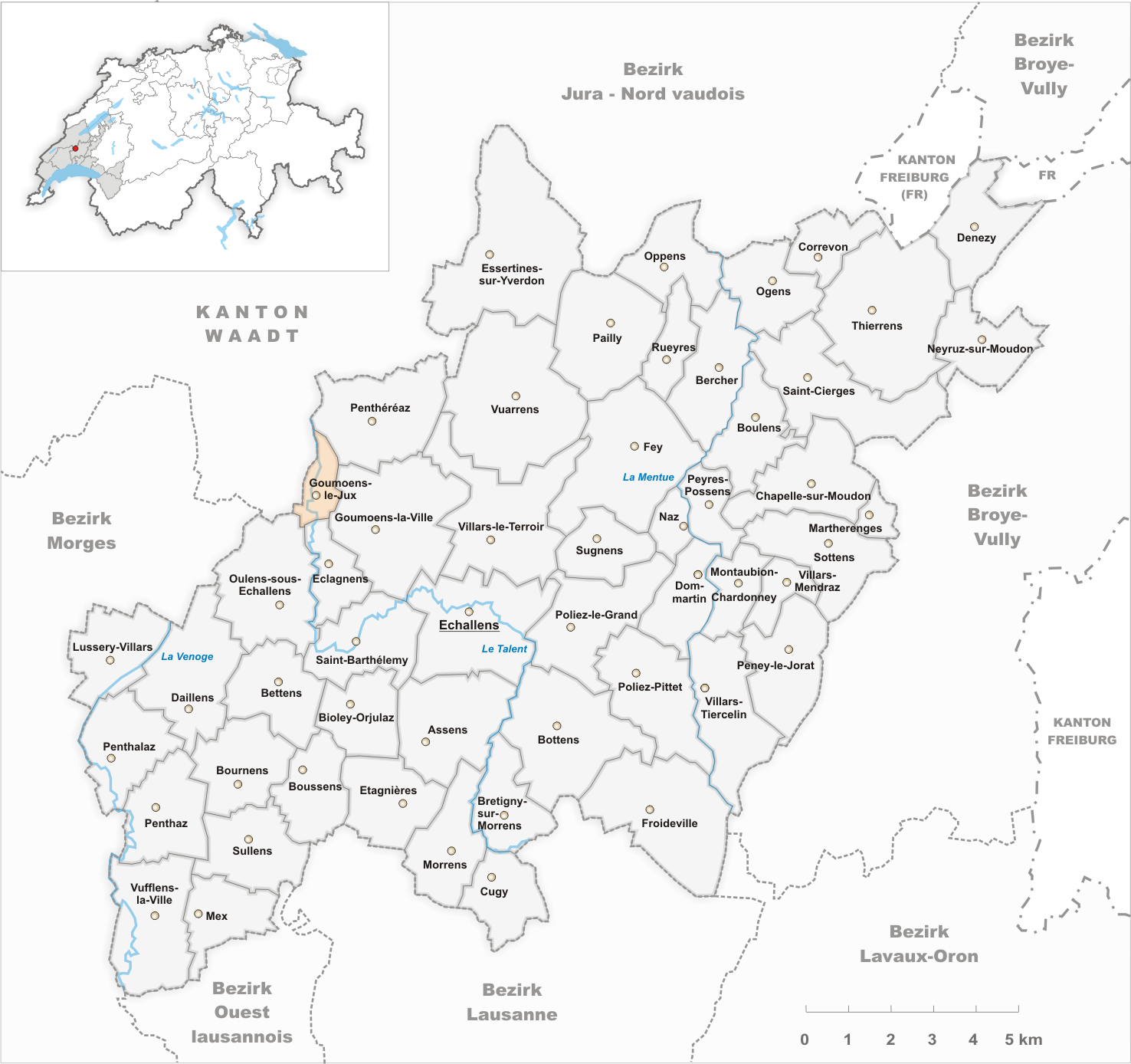
Gemeindestand vor der Fusion am 30. Juni 2011

Goumoens-le-Jux war eine politische Gemeinde im Distrikt Gros-de-Vaud des Kantons Waadt in der Schweiz. Am 1. Juli 2011 ging Goumoens-le-Jux in der neuen Gemeinde Goumoëns auf.

## Geographie
Goumoens-le-Jux liegt auf 585 m ü. M., 4,5 km nordwestlich von Echallens und 17 km nördlich der Kantonshauptstadt Lausanne (Luftlinie). Der aus nur wenigen Häusern bestehende Weiler erstreckt sich auf der Hochfläche des zentralen Gros de Vaud, am östlichen Talrand des Talent, im Waadtländer Mittelland.
Die Fläche des 1,3 km² grossen ehemaligen Gemeindegebiets umfasst einen Abschnitt des leicht gewellten Hochplateaus des Gros de Vaud, der Kornkammer des Kantons Waadt. Das Gebiet wird von Süden nach Norden vom Talent durchflossen, der ein 30 bis 70 m tiefes Tal in die Molasseschichten des Plateaus eingegraben hat. Während das Tal weitgehend bewaldet ist, zeigen die Hochflächen offenes Ackerland. Die höchste Erhebung von Goumoens-le-Jux wird mit 615 m ü. M. auf dem Plateau oberhalb von Brésil erreicht. Von der Gemeindefläche entfielen 1997 2 % auf Siedlungen, 34 % auf Wald und Gehölze und 64 % auf Landwirtschaft.
Zur Gemeinde Goumoens-le-Jux gehörten zwei Einzelhöfe. Nachbargemeinden von Goumoens-le-Jux waren Penthéréaz, Goumoens-la-Ville, Eclagnens, Oulens-sous-Echallens und Bavois.

## Bevölkerung
Mit 43 Einwohnern (Stand 31. Dezember 2010) war Goumoens-le-Jux bevölkerungsmässig die kleinste Gemeinde des Kantons Waadt. Von den Bewohnern sind 97,1 % französischsprachig und 2,9 % italienischsprachig (Stand 2000). Die Bevölkerungszahl von Goumoens-le-Jux belief sich 1850 auf 35 Einwohner, 1900 auf 32 Einwohner. Nachdem die Bevölkerung bis 1970 auf 20 Personen abgenommen hatte, wurde wieder eine Bevölkerungszunahme verzeichnet.

## Wirtschaft
Goumoens-le-Jux war bis in die zweite Hälfte des 20. Jahrhunderts ein vorwiegend durch die Landwirtschaft geprägtes Dorf. Noch heute haben der Ackerbau und die Viehzucht eine wichtige Bedeutung in der Erwerbsstruktur der Bevölkerung. Weitere Arbeitsplätze sind im Dienstleistungssektor vorhanden.

## Verkehr
Goumoens-le-Jux ist verkehrstechnisch recht gut erschlossen, obwohl abseits grösserer Durchgangsstrassen an einer Kantonsstrasse von Goumoens-la-Ville nach Bavois gelegen. Der Autobahnanschluss La Sarraz an der 1981 eröffneten A1 (Lausanne-Yverdon) ist nur rund 5 km vom Ortskern entfernt. Goumoens-le-Jux besitzt keine Anbindung an das Netz des öffentlichen Verkehrs.

## Geschichte
Der Ort wird 1447 als Gumoens lo Jux genannt, später erschien auch die Bezeichnung Goumoëns-le-Joux. Ursprung von Goumoens-le-Jux ist ein im 12. Jahrhundert erwähnter Turm, der im Lauf der Zeit zu einer Burg ausgebaut wurde. Nach der Aufspaltung der alten Herrschaft Goumoens in drei Teile im 13. Jahrhundert wurde die Burg von Goumoens-le-Jux Sitz eines Seitenzweiges der Adelsfamilie Goumoens. 1447 wurde das kleine Herrschaftsgebiet durch Kauf in die Herrschaft Goumoens-la-Ville integriert. Die Burg wurde 1475 von den Eidgenossen niedergebrannt, war damals aber bereits nicht mehr bewohnt.
Nach den Burgunderkriegen kam Goumoens-le-Jux 1476 an die Vogtei Orbe-Echallens, die unter der gemeinen Herrschaft von Bern und Freiburg stand. Das Dorf hiess zu dieser Zeit vorübergehend Le Craux. Nach dem Zusammenbruch des Ancien Régime gehörte Goumoens-le-Jux von 1798 bis 1803 während der Helvetik zum Kanton Léman, der anschliessend mit der Inkraftsetzung der Mediationsverfassung im Kanton Waadt aufging. 1798 wurde es dem Bezirk Echallens zugeteilt. Von 1897 bis 1973 stand die Kleingemeinde unter kantonaler Verwaltung.

## Sehenswürdigkeiten
Von der ehemaligen Burg Goumoens-le-Jux auf einem vom Talent umflossenen Vorsprung sind nur noch einige Gräben und Wälle erhalten. Die Gemeindeverwaltung war in einem Haus mit Glockentürmchen untergebracht. Kirchlich gehört Goumoens-le-Jux zur Pfarrei Goumoens-la-Ville.